# Afyonkarahisar
Afyonkarahisar je město v Turecku, hlavní město stejnojmenné provincie v Egejském regionu. Město je položeno v nadmořské výšce 1034 m n. m., leží 240 km jihozápadně od Ankary a je přirozenou železniční i silniční křižovatkou. V roce 2021 zde žilo přes 251 000 obyvatel. Afyonkarahisar je centrem zemědělského regionu. Ve městě je několik termálních pramenů s teplotou mezi 40 a 100 °C a je zde rozvinuté lázeňství. Důležitou součástí ekonomiky je těžba mramoru, která zde probíhala již ve starověku. Místní firma "Afyon Alkaloids" zajišťuje asi třetinu světové produkce morfinu.

## Historie
Ve starověku se nazývalo Akroinon, později Afyon a v roce 2004 získalo současný název, který v turečtině znamená "opiový černý hrad". Poprvé je město písemně zaznamenáno v letech 716 a 732, kdy na něj zaútočili Arabové. Po úspěšné obraně byzantský císař Leon III. město přejmenoval na Nikopolis (řecky "město vítězství"). 
Od období Osmanské říše do 60. let 20. století získávalo město bohatství především z pěstování opia. V roce 1902 město poškodil velký požár. Během první světové války zde byli umístěni britští váleční zajatci, kteří byli bojovali v bitvě u Gallipoli. Za řecko-turecké války bylo okolí města obsazeno řeckou armádou, ale při protiútoku 27. srpna 1922 území ovládla turecká armáda a po roce 1923 se město stalo součásti Turecké republiky.

## Osobnosti
- Ahmet Necdet Sezer (* 1941), turecký prezident